# Institutul Național de Cercetare-Dezvoltare pentru Fizica Pământului
Institutul Național de Cercetare-Dezvoltare pentru Fizica Pământului (INCDFP) are ca obiectiv principal desfășurarea activității de cercetare științifică și dezvoltare tehnologică în domeniul Fizicii Pământului în general, și al seismologiei, în principal, fiind instituția oficială cu rol în monitorizarea activității seismice de pe teritoriul României.
A fost înființat în februarie 1977, sub numele de Centrul pentru Fizica Pământului (CFP) în urma unirii Departamentului de Seismologie din cadrul Institutului de Geologie și Geofizică al României cu laboratorul de Geodinamică din cadrul Academiei Române.
În anul 1994, CFP a fost transformat în Institutul Național pentru Fizica Pământului (INFP), iar în 1996 a devenit Institutul Național de Cercetare-Dezvoltare pentru Fizica Pământului (INCDFP).
În prezent, INCDFP este persoană juridică română în coordonarea Ministerului Cercetării, Dezvoltării și Digitalizării.

## Sediul central și observatoarele seismice
Sediul central al INFP, amplasat în Măgurele lângă București, a fost inaugurat în 2006 și găzduiește Centrul Național de Date Seismice - infrastructură de interes național (IOSIN). În sediul central lucrează o mare parte din cei 119 angajați ai INFP, restul fiind distribuiți în cadrul celor 11 observatoare din toată țara, cu rol de noduri regionale de date și suport logistic și tehnic pentru o anumită zonă seismică reprezentativă:
- Observatorul „Cuțitul de Argint” din Parcul Carol I din București (lângă Observatorul Astronomic al Academiei Române) - locul unde a fost instalat primul echipament seismic din România, în 1889.
- Observatorul „Dobrogea” din Eforie Nord, care are și rol de back-up în situații de urgență.
- Observatoarele Muntele Roșu, Vrâncioaia, Ploștina, Odobești, BURAR din Bucovina, Mediaș, Deva, Timișoara și Buziaș[3].

## Infrastructura de cercetare
- Rețeaua Seismică Națională a INCDFP (instalație de interes național - IOSIN) cuprinde:
  - peste 311 senzori seismici de viteza de bandă largă, scurtă perioadă sau acceleratie, instalați în peste 160 de locații. Unii dintre aceștia sunt capabili să înregistreze cutremure cu magnitudini mai      mari de 6 de oriunde de pe Glob.
  - 2 array-uri seismoacustice: BURAR (Suceava) și Ploștina (Vrancea).
  - Datele de la toate stațiile sunt transmise în timp real către Centrul de Monitorizare Seismică din Măgurele, folosind diverse sisteme de comunicatie securizate, prin mai mulți operatori de      telecomunicații. Datele pot fi parțial vizualizate de către publicul larg prin intermediul Portalului Helitool.

- Rețea de Stații GNSS/GPS permanente a INCDFP constă în 30 de stații cu transmisie în timp real pentru monitorizarea mișcărilor crustale. Prima stație GNSS a INFP a fost instalată în anul 2001.

- Rețeaua de monitorizare a potențialilor precursori ai cutremurelor poate identifica variații ale câmpurilor geofizice și geochimice (câmp geomagnetic, electric vertical, infrasunete, emisii de  radon, dioxid de carbon, compozitie chimică a apei), cu ajutorul a diferiți senzori instalați la Ploștina, Lopătari, Bisoca, Muntele Roșu, Nehoiu și Surlari, precum și prin intermediul Rețelei INFREP în cadrul căreia INCDFP este membru, având receptori VLF/LF la Eforie Nord și Bârlad.
- Rețeaua de stații seismice instalate în structuri cuprinde 10 locații - fiecare cu minim 2 accelerometre, la niveluri diferite
- Alte echipamente:
  - sisteme portabile pentru studii de geofizică și inginerie civilă;
  - coloane rezonante;
  - un cluster de virtualizare bazat pe VMware;
  - un cluster HPC;
  - 10 servere fizice suplimentare;
  - facilități pentru educație, informare și instruire, precum Seismolaboratorul din Măgurele și Timișoara sau Expoziția Mobilă despre Cutremure (MOBEE).

## Laboratoare de cercetare

### Rețeaua Seismică Națională
- se ocupă de instalarea, întreținerea și modernizarea echipamentelor, transmiterea, colectarea și arhivarea datelor seismice și GNSS, de monitorizarea seismică permanentă a României și de informarea rapidă a factorilor de decizie cu privire la parametrii și potențialele consecințe ale cutremurelor.

### Centrul Național de Date
- elaborează buletine seismice, actualizează și revizuiește catalogul oficial de cutremure Romplus, asigură respectarea obligațiilor României cu privire la monitorizarea seismică în cadrul Tratatului de Interzicere Totala a Experiențelor Nucleare și asigură monitorizarea surselor de infrasunete.

### Departamentul de Cercetare, Dezvoltare și Inovare în Științele Pământului
- elaborează cercetări fundamentale și aplicative pentru înțelegerea factorilor declanșatori ai cutremurelor, a parametrilor acestora, a modului de propagare a undelor seismice, efectelor locale, nivelurilor de hazard și risc seismic, dar și a modurilor de reducere a vulnerabilității seismice și creștere a rezilienței.

## Evoluția INCDFP
Chiar dacă, în timpul cutremurului de pe 4 martie 1977, cele 10 stații seismice ale CFPS au intrat în limitare (cum s-a întâmplat și în 1940 cu stația București) și nu au putut furniza decât o înregistrare a primelor secunde ale cutremurului, ce s-a obținut a fost suficient pentru scoaterea în evidență a caracterului multi-șoc al evenimentului și determinarea mecanismului de rupere. După acest cutremur a urmat o extindere și îmbunătățire continuă a Rețelelor Seismice Naționale:
- atât a celei CFPS, destinată în special localizării și studiului cutremurelor din România și de pe Glob cu ajutorul stațiilor seismice instalate în câmp liber;
- cât și a celei INCERC, destinată în special studiului comportamentului clădirilor în timpul cutremurelor locale puternice, cu ajutorul accelerometrelor instalate în sau lângă clădiri. Această rețea a furnizat de altfel și singura înregistrare completă a cutremurului din1977.

Cutremurele vrâncene din 1986 și 1990 au fost mult mai bine înregistrate, fiecare de către mai mult de 45 de stațiii CFPS și INCERC.
Începând cu 1996, în cadrul Rețelei Seismice Naționale a INFP au început să fie instalate stații seismice digitale, care destul de rapid au înlocuit echipamentele vechi, analogice, cu înregistrare pe tambur de hârtie sau microfilm. În prezent, Rețeaua Seismică Națională a INFP, instalație de interes național, are peste 311 senzori seismici digitali, instalați în 165 de locații pe teritoriul României - aproape cel puțin unul în fiecare județ, iar localizările se bazează pe acestea dar și pe datele primite de la stații seismice din regiune, primite în baza acordurilor de schimburi de date.
Un moment important în evoluția INFP a fost finalizarea instalării, în octombrie 2001, a unui nou sistem de monitorizare seismică la Muntele Rosu, destinat îndeplinirii cerințelor impuse de necesitățile Tratatului de Interzicere Totala a Experimentelor Nucleare - CTBT. Pe 26 iunie 2003, stația seismică Muntele Roșu a fost oficial certificată ca stație seismică auxiliară a Sistemului Internațional de Monitorizare Seismică din cadrul CTBTO.
Un alt moment important a fost instalarea în 2002, în cadrul colaborării româno - americane dintre INFP și Centrul de Aplicatii Tehnice al Forțelor Aeriene Americane - AFTAC, a unei retele seismo-acustice de tip array în Bucovina. Un alt array seismo-acustic a fost dezvoltat de INFP începând cu 2007 la Ploștina.
Începând cu anul 2014, INFP a devenit unul din nodurile regionale European Integrated Data Archive - EIDA, arhivând și diseminând date de la aproximativ 101 stații reprezentative din România, Bulgaria, Moldova și Ucraina.

## Sisteme automate ale INCDFP cu rol în informare cu privire la cutremurele produse pe teritoriul României sau în vecinătate

### REWS (Rapid Earthquake Early Warning System/Sistemul rapid de alertare în caz de cutremur)
- Acest sistem este operațional începând cu 2013;
- REWS nu prezice cutremurele. În maxim 5 secunde după ce undele primare ale unui cutremur suficient de puternic ajung la cel puțin 3 stații din zona Vrancea, o primă alertă este generată, pe baza unei     estimări preliminare a magnitudinii, adâncimii și epicentrului cutremurului, aceasta fiind ulterior automat îmbunătățită.
- în funcție de distanța receptorului față de zona epicentrală, REWS poate transmite un mesaj de avertizare cu câteva secunde sau zeci de secunde înainte de ajungerea undei seismice secundare, mult     mai periculoase, în amplasament.
- REWS transmite în prezent alerte pentru cutremurele de adâncime intermediară din Zona Vrancea, cu magnitudine ≥ 4,5:
  - Prin Email sau SMS, către comandamentele IGSU, ISU,Centrul operațional de comandă al Guvernului, camerele de comandă ale Centralelor Nucleare de la Cernavodă și Kozluduy și alții;
  - Prin Receptorul SEISM, care permite conectarea mai ușoară la sisteme programabile sau sisteme de alertă, cu aplicații în oprirea automată a gazelor sau acționare a sistemelor de alarmă.
  - Prin canale de notificare aflate în faza de testare: Telegram (@alertacutremur_bot), Twitter (@cutremurinfo, @rews_infp sau @incdfp) și Earthbot (via Facebook Messenger, Skype, Telegram sau      Twitter).

### Sistemul de calcul automat și manual al parametrilor cutremurelor
- Pentru calculul acestor parametri (latitudine, longitudine, adâncime și magnitudine, cu erorile aferente), INFP folosește în principal soft-ul Antelope și în secundar SeisComp. Cei 2 operatorii INCDFP prezenți 24/7 în Comandament au rolul de:
  - a valida soluția automată generată de regulă pentru cutremure cu magnitudini mai mari de 3 de pe teritoriul României dar și cutremure mai mari îndepăratate și recalcula manual, folosind mai multe      stații seismice, parametrii cutremurelor;
  - a transmite prin email, telefon și fax, conform Ordinelor 708 sau 923 din 2005, acești parametri către IGSU, DSU, Centrul operațional de comandă al Guvernului, MLPDA, ISC, TVR, Radio România și Agerpress.
  - a verifica generarea automată a produselor INCDFP precum ShakeMap și Seisdaro, precum și transmiterea buletinelor seismice către instituții internaționale precum EMSC sau USGS;
  - a face o inspecție detaliată a cutremurelor nedetectate automat, din 2 în 2 ore.

### Calcul mecanismelor focale
- Automat sau manual, INCDFP determină pe baza datelor seismice mecanismul focal, care evidențiază modalitatea de producere a unui cutremur.

### ShakeMap
- Acest sistem este operațional începând cu 2006.
- ShakeMap permite estimarea rapidă a mișcării terenului în timpul unui cutremur cu magnitudinea ≥ 3 și generarea de hărți cu valorile de intensitate instrumentală, accelerație și viteză maximă, utile în evidențierea unor zone în care s-au înregistrat valori ridicate ale acestor parametri.
- ShakeMap utilizează date reale înregistrate de stațiile seismice ale INCDFP , precum și ecuații de predicție a mișcării solului sau ecuații de conversie în intensitate.
- Rezultatele pot fi vizualizate prin intermediul site-ului INCDFP, fiind de asemenea transmise și către autorități prin intermediul unui portal dedicat.

### Seisdaro (Sistemul pentru Estimarea Rapidă a Pagubelor generate de cutremure în România)
- Acest sistem este operațional începând cu 2011.
- Versiunea 3 a Seisdaro [4] permite estimarea rapidă a pagubelor pe baza a două module:
  - PAGER: care estimează la nivel național probabilitatea de înregistrare a victimelor, pe baza valorilor de intensitate instrumentală și corelării acestora cu numărul de victime înregistrate la cutremure anterioare.
  - SELENA: estimează, la nivel de comună/oraș/sector sau chiar cartier, numărul de clădiri rezidențiale afectate mai mult sau mai puțin sever, numărul de victime pe diferite grade de severitate precum și      pagubele economice directe. Calculul se bazează pe funcții de fragilitate pentru tipologii reprezentative de clădiri deocamdată rezidențiale, pe modele de consecințe și pe valori de accelerație de la ShakeMap.
- Seisdaro oferă asistență în luarea deciziilor de intervenție în caz de cutremur, în elaborarea scenariilor la cutremur și în modele de risc seismic și continuitate a afacerii. Rezultatele - destul de sensibile și cu incertitudini inerente care trebuie înțelese corespunzător, sunt trimise momentan doar către autorități.

## Alte activitale INCDFP
- Îmbunătățirea cataloagelor de cutremure și mecanisme focale, dar și a serviciilor de vizualizare și interogare a datelor.
- Studii cu privire la cauzele seismelor din zona Vrancea sau a roiurilor de cutremure precum cel din zona Galați - Izvoarele din 2013.
- Discriminarea cutremurelor tectonice față de explozii.
- Studii de hazard, risc seismic sau microzonare seismică
- Dezvoltarea unui sistem dedicat monitorizării structurale, conform cu cerințele Codului de Proiectare Seismică P100-1/2013. Acesta este util în determinarea caracteristicilor dinamice ale clădirii și urmărirea evoluției în timp a parametrilor de interes ingineresc. Impact său este în:
  - recomandarea acțiunilor privind consolidarea seismică
  - validarea îmbunătățirilor aduse răspunsului seismic al clădirii prin izolarea bazei sau consolidare;
  - evaluarea post-seism mult mai rapidă și mai precisă a structurii, oferind suport în decizii legate de siguranța locuirii și continuitatea afacerilor.
- Dezvoltarea metodologiei și a toolboxului Network-risk, care permite analiza implicațiilor directe și indirecte ale hazardelor naturale asupra rețelelor de transport. Network-risk a fost testat cu succes pe București, contribuind la estimarea timpilor de intervenție pentru ambulanțe și pompieri, în cazul producerii unui cutremur major.
- Servicii de informare și educație cu privire la cutremure:
  - Rețeaua Seismică Educațională din România
  - Expoziția Mobilă despre Cutremure
  - turul ghidat „Bucureștii și cutremurele”
  - organizarea unor evenimente precum Școala de Vară de Știință și Tehnologie de la Măgurele, Școala Altfel, Noaptea Cercetătorilor, Zilele Protecției Civile și 4 martie - o zi despre cutremure.
- INCDFP este reprezentant al României și de coordonator național în cadrul EPOS (European Plate Observation System), fiind partener al EPOS încă din 2010. În 2018, EPOS a căpătat statut juridic de ERIC - Consorțiu european pentru infrastructură de cercetare.